# Брук, Тони
Тони Брук (в.-луж. Toni Bruk; 11 сентября 1947 года, Кубшицы, Германия — 17 декабря 2020 года) — серболужицкий режиссёр. Один из инициаторов создания серболужицкого кинематографа.

## Биография
Изучал литературоведение в Лейпцигском и Пражском университетах. В 1979 году совместно с группой серболужицкой интеллигенции, среди которых был также режиссёр Альфред Крауц, обратился к министру культуры ГДР с призывом создать серболужицкую кинематографическую студию. В 1980 году возглавил недавно созданную кинематографическую студию «Produktionsgruppe Sorbischer Film» (Serbska filmowa skupina), входившую в кинокомпанию DEFA. Студия находилась в Дрездене и выпускала два — три короткометражных документальных фильма в год, посвящённых в основном истории и культуре лужицких сербов. Фильмы выходили на немецком и серболужицких языках.
После объединения Германии возглавлял студию «SORABIA-Film-Studios», которая находилась в Серболужицком доме в Баутцене, которая кроме документальных фильмов выпускала с 1992 года ежемесячный телевизионный журнал «Łužyca». Снял документальные фильмы о Марии Грольмусец и Мине Виткойц.
В последний раз перед своей смертью снялся в документальном фильме Кнута Эльстермана «Sorben ins Kino!» телекомпании Rundfunk Berlin-Brandenburg.

## Избранная фильмография
- Njepřetrachu jenož wobrazy/Es blieben nicht nur Bilder, 1981
- Korjenje zeznawanja/Wenn die Spuren sichtbar warden, 1983
- Gaž wětšyk dujo …/Und auf steht die Wahrheit, 1984—1985
- Listy/Briefe — In Gedenken an Dr. Maria Grollmuss, 1985
- Zornowc/Granit, 1985
- Stara fotografija/Das alte Foto, 1986
- Zetkanje/Die Begegnung, 1987
- Sokoł — P.S. Ke kapitlej našich stawiznow/Sokoł — P.S. Zu einem Kapitel unserer Geschichte, 1989
- Drei Ringe, 2002